# Swimming in the Stars
Swimming in the Stars è un singolo della cantante statunitense Britney Spears, pubblicato il 2 dicembre 2020 come quarto estratto dal nono album in studio Glory.
Scritto nel 2015, il brano era stato precedentemente distribuito in esclusiva per Urban Outfitters nel novembre 2020 ed ha anticipato la pubblicazione della riedizione deluxe di Glory.

## Tracce
1. Swimming in the Stars – 3:21 (Matthew Koma, Dan Book, Alexei Misoul)

## Classifiche
| Classifica (2020) | Posizione massima |
| ----------------- | ----------------- |
| Malaysia          | 3                 |
| Canada            | 25                |
| Germania          | 28                |
| Ungheria          | 13                |
| Croazia           | 96                |
| Nuova Zelanda     | 37                |